# هولیو سزار جیگروس
هولیو سزار جیگروس (اسپانیایی: Julio César Yegros‎؛ زادهٔ ۳۱ ژانویهٔ ۱۹۷۱) یک بازیکن فوتبال اهل پاراگوئه است.

## تیم ملی
وی همچنین در تیم ملی فوتبال پاراگوئه بازی کرده است.